# Vynohradiv
Vynohradiv (tiếng Ukraina: Виноградів) là một thành phố của Ukraina. Thành phố này thuộc tỉnh Zakarpattia. Thành phố này có diện tích ? km², dân số theo điều tra dân số năm 2022 là 25.317 người.